# Tynar Szarszenbekow
Tynar Szarszenbekow (kirg. Тынар Шаршенбеков; ur. 1997) – kirgiski zapaśnik w stylu klasycznym. Zajął piąte miejsce na mistrzostwach świata w 2019. Złoty medalista mistrzostw Azji w 2022. Wicemistrz igrzysk solidarności islamskiej w 2021. Trzeci na mistrzostwach Azji juniorów w 2017 roku.